# Poporanism
Poporanismul este o ideologie tradițională românească, întemeiată în 1890 de avocatul și jurnalistul Constantin Stere, în spiritul curentelor tradiționaliste care au debutat cu Junimismul anilor 1860 și Sămănătorismul lui Nicolae Iorga. Stere a construit o ideologie în jurul conceptului de unicitate a civilizației rurale românești, pe care o exaltă ca fiind autentică, organică, în opoziție cu civilizația urbană considerată a fi străină de realitatea românească, fiind o civilizație de import, deci inorganică. Stere argumentează că singura formă socială și politică viabilă în România sfârșitului de secol XIX nu putea fi decât viața rurală, în care țăranul și satul tradițional trebuiau să fie actorii principali ai dezvoltării. De fapt, Constantin Stere s-a inspirat din doctrina curentului narodnicismului rusesc. Din cauza unor divergențe doctrinare, în mod special privind Liberalismul și antisemitismul, Constantin Stere și Constantin Dobrogeanu Gherea s-au despărțit. Primul a format Partidul Social Democrat al Muncitorilor, care a fuzionat cu Partidul Național Liberal, în timp ce al doilea s-a apropiat de marxism. 

## Apariție
Gruparea s-a constituit în jurul revistei Viața românească, apărută la 1 martie 1906, la Iași, sub conducerea lui Constantin Stere și Paul Bujor. Adevăratul redactor și animator al revistei a fost însă Garabet Ibrăileanu.

## Etape
a) 1906 – 1908: subintitulată „Revistă literară și științifică”, publicația apare (1 mart. 1906 la Iași) sub conducerea lui Constantin Stere, Garabet Ibrăileanu și Paul Bujor, avându-i colaboratori pe Dimitrie Anghel, Ștefan Octavian Iosif, Octavian Goga, Mihail Sadoveanu, Calistrat Hogaș, Gala Galaction, Jean Bart;
b) 1909 – 1916: director al revistei este Garabet Ibrăileanu, care-i imprimă trăsături ale propriei personalități: finețe intelectuală, spirit combativ, capacitate de sinteză.

## Caracteristici
Revista se dorea oglinda vieții literare românești, o nouă Dacia literară, căreia i-a preluat și dus mai departe tradițiile. Ea a impus valori noi, remarcabile, amintind prin rezultate de epoca de aur a Convorbirilor literare. S-a bucurat de colaborarea celor mai talentați scriitori, dobândind un prestigiu imens. Principalele trăsături au fost:
a) promovarea „culturii naționale”: în primul număr al revistei apare articolul Către cititori, nesemnat, care prezintă idealul grupării – „munca pe cîmpul culturii naționale”, în ideea că românii trebuie să contribuie la cultura universală prin specificul național și nu prin imitarea modelelor străine;
b) emanciparea țărănimii prin cultură: din sentimentul datoriei față de popor se naște ideea ridicării acestuia, pornindu-se de la o viziune fără romantism;
c) dezaprobarea falsei înfrumusețări a vieții: au combătut idilismul și paseismul;
d) atitudinea realist-critică: observarea necruțătoare și indiferentă a vieții se împletește cu compasiunea față de lumea chinuită à satului, aplecarea cu înțelegere asupra realității rurale, asupra suferinței maselor țărănești;
e) cultivarea democratismului: poporul se confundă cu clasa lui cea mai numeroasă, țărănimea. Constantin Stere pune accentul pe ideea datoriei păturii culte față de popor, căreia trebuie să-i soluționeze problemele.

## Reprezentanți
Unele opere se integrează perfect poporanismului, cum ar fi: Datorii uitate, de Jean Bart, Moș Gheorghe la expoziție și Rătăcirea din Stoborăni, de Spiridon Popescu. Alți scriitori, cum ar fi Calistrat Hogaș, Mihail Sadoveanu, Gala Galaction, Octavian Goga, Ion Agârbiceanu, includ elemente poporaniste în operele lor.
Calistrat Hogaș, în Pe drumuri de munte, surprinde realist o serie de portrete de o cuceritoare simpatie (părintele Ghermănuță, Axinia), inspirate de oamenii întîlniți în peregrinările sale prin munții Neamțului. Natura este proiectată hiperbolic, cu veselie și familiaritate. Opera este plină de aluzii livrești, care dovedesc o întinsă și solidă cultură clasică. Tudor Vianu l-a numit „un Creangă trecut prin cultură”, iar George Călinescu, „un minor mare”.